# Rahan
Rahan (titlu original: Rahan, fils des âges farouches) este o revistă franceză de benzi desenate pentru copii. Rahan este numele personajului principal, un om preistoric cu inteligență peste medie (cel mai probabil un Cro-Magnon). Primele apariții au fost în cadrul revistei Pif Gadget (1969), apoi ca serie de sine-stătătoare, cu 2-4 scurte istorii. 
Inițial, poveștile erau scrise de către Roger Lécureux, și după moartea sa în 1999, de către fiul său, Jean-François Lécureux. Majoritatea desenelor sunt realizate de către André Chéret, cu ajutorul altor artiști (Enrique Romero, Zam, DeHuescar). Seria era tipărită în România în anii '80 și era foarte populară.  

## Personajul principal
După distrugerea tribului său în erupția unui vulcan, Rahan călătorește din loc în loc, întâlnind diverse triburi de cei-care-merg-în-două-picioare. Dând dovadă de un puternic altruism și de o puternică dorință de supraviețuire, etica lui Rahan este caracterizată de calitățile reprezentate de colierul cu gheare de urs pe care l-a primit de la tatăl său adoptiv, Crao, al clanului Muntelui Albastru: curaj, loialitate, generozitate, rezistență, înțelepciune. De asemenea, după căsătorie, primește o a șasea gheară, cea a curiozității. Aceasta este binemeritată, deoarece în fiecare dintre cele de mai mult de 100 de povești scrise în 30 de ani și peste 3.300 de pagini de ilustrații (în 2005).
Rahan folosește metode științifice pentru a învăța despre natură și în a o folosi în diverse scopuri – pentru sine, pentru a ajuta pe alții, sau chiar pentru a ajuta animale în pericol. Folosește catapulta, plasa de pescuit, undița, lentile, canalizarea pentru a bea sau pentru agricultură, zborul cu ajutorul unor aripi de piele, etc. Fiecare aventură combină o atitudine pozitivă socială a unui adevărat lider cu inventivitatea unui adevărat om de știință.

## Ilustrații
Toate aventurile sunt prezentate într-o manieră realistă și consistentă, create de către André Chéret⁠(d).
- În 1987, revista "Rahan" a fost adaptată ca set de cîteva episoade de desene animate sub același nume, de studioul franțuzesc France Animation și de RMC Audiovisual;
- în 2008 a fost lansat al doilea sezon, prin cooperare italo-franceză, de studiorile: Xilam, France 3, Rai Fiction și Castelrosso Films, unde, din câte se pare, e prezentat un Rahan mai tânăr, cu aventuri noi stabilite de autori, dinaintea derulării tradiționale a narațiunii;[2][3]
- o serie nouă de benzi desenate, dar scurtă a fost creată la 1982 de Roger Lécureux și Raphaël Marcello, povestind viața lui Tarao, fiul lui Rahan.

| Revistele de benzi desenate și animația sezonului 1                                                  | Animația sezonului 2                                                    |
| --- | ----------------------------------------------------------------------- |
| Vraja e arătată repetat ca rezultatul interpretărilor (greșite și) prostești ale fenomenelor fizice. | Personajul negativ principal e Regina Umbrelor, ajutată de un vrăjitor. |
| Rahan călătorește singur, având la sine cuțitul lui de fildeș și salba lui de gheare de urs.         | El e însoțit de o dihanie, care îi e tovarăș în isprăvile lui.          |
| Arareori au fost date două povești consecutive interconetate, cu aceleași personaje.                 | E prezentat un singur fir narativ.                                      |